# Zdislava (časopis)
Zdislava je periodikum, které vydává biskupství litoměřické. Název je odvozen od jména sv. Zdislavy, patronky litoměřické diecéze. Časopis začal vycházet v roce 1995. Za obsah časopisu odpovídá generální vikář.

## Historie
Iniciátorem jeho vzniku byl v roce 1995 tehdejší děkan farnosti Jablonec nad Nisou R.D. Antonín Bratršovský. Prvním šéfredaktorem byl Luboš Růta, kterému pomáhal R.D. Michal Podzimek, tehdy ještě bohoslovec.
Od počátku byly jeho součástí výkladové cykly s tematikou katolické věrouky a biblistiky (autoři: R.D. Antonín Audy, R.D. Jiří Voleský). Další obsah časopisu byl tvořen zprávami z farností diecéze, příspěvky samotných čtenářů a pozvánkami na různé akce. Později přibyla pravidelná rubrika recenzí knižních titulů s náboženskou tematikou, kterou připravoval R.D. Jan Chmelař, kaplan farnosti Česká Lípa. R.D. Podzimek také pravidelně přinášel v časopise rozhovory s osobnostmi diecéze.
V roce 1999 byl šéfredaktorem jmenován P. Michal Podzimek. Časopis tehdy vycházel v černobílé verzi. Redakce původně sídlila na faře v Janově nad Nisou, v roce 2000 se přestěhovala na faru do Smržovky. Znovu se stěhovala v roce 2002, a to na faru do Tanvaldu.
V roce 2004, u příležitosti biskupského svěcení Mons. Pavla Posáda vyšel časopis poprvé s barevnou obálkou. V této době již měl časopis i své internetové stránky. Jejich autorem byl Dominik Fišer.
Roku 2006 R.D. Podzimek přestal být šéfredaktorem, a nahradil jej R.D. Miroslav Dvouletý, administrátor v Jirkově, a vydavatelem časopisu se oficiálně stalo biskupství. Webové stránky časopisu byly toho roku přesunuty na jinou adresu a jejich správcem se stal Tomáš Chlouba.
V roce 2007 se stal šéfredaktorem Petr Hudeček. Později ho v roce 2008 na pozici šéfredaktora nahradil R.D. Martin Davídek; Petr Hudeček se stal jeho zástupcem. R.D. Davídek vedl časopis Zdislava do června 2009, kdy pak předal, v souvislosti s odchodem na studia do Říma, svou funkci P. Stanislavu Přibylovi, CSsR., a Janě Michálkové, která byla redaktorkou do konce roku 2017. Poté se opět řízení časopisu Zdislava ujal R.D. Martin Davídek a redakce jeho sestra Milena Davídková.

## Současnost
Od začátku 2. dekády 21. století vychází časopis na kvalitním papíře a má propracovanou grafiku. Do roku 2016 vycházela desetkrát do roka, od roku 2017 pětkrát ročně a od roku 2022 čtyřikrát ročně. Na internetových stránkách je archiv vydaných čísel ke stažení ve formátu PDF.